# Domingo Bordaberry
Domingo Bordaberry (Montevideo, 1889. – Montevideo, 1952.) bio je urugvajski političar i odvjetnik, član Colorado stranke.

## Životopis
Rođen je 1889. u Montevideu, u kojem je živio i djelovao svoj cijeli životni vijek. Nakon završene osnovne i srednje škole, upisuje studija prava na Republičkom sveučilištu, gdje je nakon pet godina studija i diplomirao odvjetništvo. Osim što je kao odvjetnik branio prava seljaka u blizini grada kojima se htjela oduzeti zemlja, nakon nekog vremena je i sam posjedovao malo poljoprivredno zemljište.
Bio je vrlo aktivan u poticanju oporavka urugvajske poljoprivrede i ribarstva, koje je nakon sve izraženije tercijarizacije, odnosno jačanja uslužnih djelatnosti, gubilo na važnosti i počelo zbrajati gubitke. Tijekom 1940-ih je bio i senator u Senatu, donjem domu Urugvajskog Parlamenta, gdje se zalagao za izglasavanje zakona o poreznim olakšicama za seljake udružene u poljoprivredne zadruge. Zbog Drugog svjetskog rata i poltičkih previranja u Brazilu i Argentini, njegove reforme u poljoprivredi nisu dobile mnogo na važnosti i većina njih je usvojena i do 20 godina nakon njegove smrti.
Bio je poznat po neslaganju s članovima Narodne stranke, iako su mnogi od njih upravo prihvaćali i hvalili njegove reforme, ali i kritizirali njegov vatren i uznemiren duh te uskogrudnost. Bio je poznat po vrlo strastvenim govorima protiv svojih političkih neistomišljenika. Zbog toga je uživao visok ugled među članovima Colorado stranke. Protivio se sklapanju političkog saveza sa Širokim frontom.
Kako bi unaprijedio razvoj poljoprivrede i lakše obrazovao seljake, pokrenuo je radijsku postaju CX 4 Radio Rural s brojnim emisijama o poljoprivredi, ribarstvu i vrtlarstvu.